# Obleganje Očakova
Obleganje Očakova (turško Özi Kuşatması) je bilo eden od glavnih dogodkov v rusko-turški vojni (1787–1792).
Leta 1788 so ruske sile pod poveljstvom kneza Grigorija Potemkina in generala Aleksandra Suvorova oblegale mesto, ki so ga branile osmanske čete pod poveljstvom Džezajirli Gazi Hasan Paša. Suvorov je zahteval, da se mesto takoj napade, Potemkin pa je mesto obkolil, ga začel obstreljevati in prekinil vse oskrbovalne poti. Svoje vojake je umaknil pred neposrednimi spopadi, s čimer je zmanjšal število žrtev in hkrati zaslužil obtožbo svojih generalov, da je strahopetec. Prepiri o neposrednem napadu so se v ruskem glavnem štabu nadaljevali ves čas obleganja. Rusi so 18. julija 1788 osvojili strateško pomemben otok Pirezin.
Prvi boji so se začeli s prihodom osmanske flote 31. maja 1788. Rusi so med poskusom umika izgubili dvojamborno šalupo. 9. julija je ruska vojska začela napadati mesto.
Osmani so večkrat poskušali prebiti obroč. 27. julija je okoli 5.000 janičarjev napadlo položaje kozakov in jih prisililo na umik. Suvorov osebno je okrepil kozaške vrste in potisnil janičarje do vrat Očakova in bil pri tem ranjen.
Hasan Paša je pričakoval okrepitve osmanske flote, ki se je zbrala v limanu pred mestom. Napad ruske flote admirala Senjavina je osmanskim okrepitvam preprečil dostop do mesta.
Stanje obeh vojsk se je začelo slabšati. Grozila sta bolezen in vedno hladnejše vreme. Potemkin je nazadnje popustil Suvorovovim argumentom. V noči na 6. december (po gregorijanskem koledarju 17. decembra) so Rusi napadli in zavzeli palačo Hasan Paše in prisilili njegove stražarje k predaji. Med napadom je bilo ubitih več kot 9.500 Turkov. Več kot 4.000 je bilo ujetih, med njimi tudi Hasan Paša. V kasnejših uličnih bojih je bila ubita večina mestnega garnizona, skupaj približno 20.000 mož. Rusi so izgubili 956 vojakov in imeli 1829 ranjenih.
Rusko zmago opevata slavna oda Gavrila Deržavina in Te Deum  Giuseppeja Sartija. 